# طعن قضائي
الطعن القضائي الاعتراض على شخص أو قرار خلال نظر الدعوى، أو بعد انتهائها، ويهدف لنقض قرار، أو رفض أقوال الشخص الذي وقع فيه الطعن.

## تعريفه
تظلُّم الخصوم من الأحكام الصادرة ضدهم، وطلب إعادة النظر فيها وفق وسائل حددها القانون.

## طرقه
طرق الاعتراض العادية، وهي: الاعتراض، الاستئناف.
طرق الاعتراض غير العادية، وهي: الاعتراض ، طلب إعادة المحاكمة.

## الطعن بالتمييز
المطالبة بنقض الأحكام النهائية أمام محكمة التمييز بسبب مخالفتها للقانون.

### شروط قبوله
للطعن بالتمييز شروط عامة يجب توفرها بكل من يرفع دعوى طعن، وشروط خاصة تتعلق بالحكم.

#### الشروط العامة
وجود مصلحة للطاعن.
أن يكون طرفا في الدعوى التي صدر فيها الحكم المطعون فيه.
أن لا يكون قبل بالحكم المطعون فيه.

#### الشروط الخاصة
أن يكون الحكم قابلا للطعن بالتمييز.
أن يقدم الطعن خلال المدة القانونية.
تقديم لائحة التمييز.

### أسبابه
إذا كان الحكم المطعون فيه نتيجة لخطأ في التطبيق، أو مخالف للقانون.
إذا وقع بطلان في الحكم أو إحدى إجراءاته.
إذا صدر الحكم مخالفا لحكم سابق بين نفس الخصوم.
إذا لم يتم بناء الحكم على أسس قانونية تسمح لمحكمة التمييز ممارسة الرقابة عليه.